# El Guincho (Garachico)
El Guincho es un barrio perteneciente al municipio de Garachico, al norte de la isla de Tenerife (Canarias, España). Se sitúa a 1.6 kilómetros de la Villa de Garachico en el extremo oriental de la zona litoral del municipio. Alcanza una altitud máxima de 80 m s. n. m. La parte más alta se llama El Lance. El barrio tiene una fuente de agua en la ladera y dos playas; en una hay un islote llamado La Baja.
En 2009 se inauguró un túnel de 700 m que cruza el barrio entero perteneciente a la carretera TF-42.
Entre agosto y septiembre son las fiestas locales en honor a Nuestra Señora de la Consolación y de San Jerónimo y en noviembre (San Andrés), los más jóvenes se tiran con tablas de madera por una calle empinada, al igual que en otras localidades cercanas

## Demografía
| 2000 | 2001 | 2002 | 2003 | 2004 | 2005 | 2006 | 2007 | 2008 | 2009 | 2010 | 2012 |
| ---- | ---- | ---- | ---- | ---- | ---- | ---- | ---- | ---- | ---- | ---- | ---- |
| 349  | 364  | 357  | 367  | 361  | 362  | 355  | 351  | 345  | 340  | 339  | 316  |

## Transportes
En guagua queda conectado mediante la siguiente línea de Titsa: 
| Línea | Trayecto                                                       | Recorrido     |
| ----- | -------------------------------------------------------------- | ------------- |
| 363   | Puerto de la Cruz - Buenavista del Norte por Icod de los Vinos | Horario/Línea |